# Строум, Райан
Райан Строум (англ. Ryan Strome; 11 июля 1993, Миссиссога, Онтарио, Канада) — канадский профессиональный хоккеист, центральный нападающий клуба НХЛ «Анахайм Дакс».

## Карьера
На входящем драфте OHL Строум был выбран под общим 8-м номером клубом «Барри Кольтс». В сезоне 2009/10 «Кольтс» обменяли его в клуб «Ниагара Айсдогз». В следующем сезоне он набрал 106 очков в 65 матчах и был выбран во вторую команду всех звёзд лиги.
На драфте НХЛ 2011 года Райан был выбран в 1-м раунде под общим 5-м номером клубом «Нью-Йорк Айлендерс». После драфта он провёл ещё один сезон в «Ниагаре» и после это присоединился к клубу АХЛ «Бриджпорт Саунд Тайгерс». 11 декабря 2013 он впервые был вызван в состав «Нью-Йорк Айлендерс». 6 января 2014 года Строум забил свой первый гол в карьере НХЛ в ворота голкипера Кари Лехтонена из «Даллас Старз».
22 июня 2017 года Райана обменяли в «Эдмонтон Ойлерз» на нападающего Джордана Эберле. В своём первом сезоне в составе «нефтяников» Строум сыграл все 82 матча в регулярном чемпионате, набрав 34 очка. 6 июля 2018 года он подписал новый контракт с «Ойлерз» на 2 года и сумму 6,2 млн долларов.
16 ноября 2018 года «Эдмонтон» обменял Строума в «Нью-Йорк Рейнджерс» на нападающего Райана Спунера.

## Личная жизнь
У Райана есть два родных младших брата, Дилан и Мэттью, они также являются профессиональным хоккеистами.